# Fantasie in f-Moll für Klavier zu vier Händen

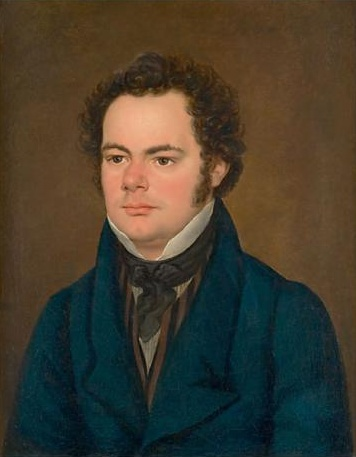
Franz Schubert 1827 (porträtiert von Anton Depauly, 1828)

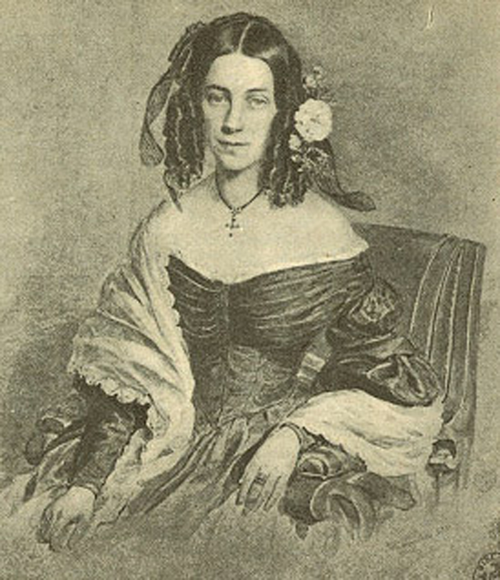
Karoline von Esterházy

Die Fantasie in f-Moll für Klavier zu vier Händen von Franz Schubert, D 940 (Op. posth. 103) gehört zu Schuberts bedeutendsten Kompositionen für mehrere Klavierspieler und zu seinen wichtigsten Klavierkompositionen überhaupt. Schubert komponierte das Werk im Jahr 1828, also in seinem letzten Lebensjahr. Eine Widmung an seine ehemalige Schülerin, Karoline von Esterházy, in die Schubert angeblich heimlich verliebt war, ist nur im Titel der Erstausgabe vorhanden, nicht im Autograph.

## Geschichtliches
Schubert begann mit der Aufzeichnung der Fantasie im Januar 1828 in Wien. Das Werk wurde im März desselben Jahres vollendet und im Mai uraufgeführt. Schuberts Freund Eduard von Bauernfeld notierte in seinem Tagebuch am 9. Mai, dass Franz Schubert und Franz Lachner ein bemerkenswertes Klavierduett aufgeführt hätten.
Schubert starb im November des Jahres. Nach seinem Tod ließen seine Freunde und die Familie eine Anzahl seiner Werke drucken, darunter auch dieses Werk. Es erschien im Verlag von Anton Diabelli. Das Originalmanuskript ist im Österreichischen Staatsarchiv archiviert.

## Aufbau

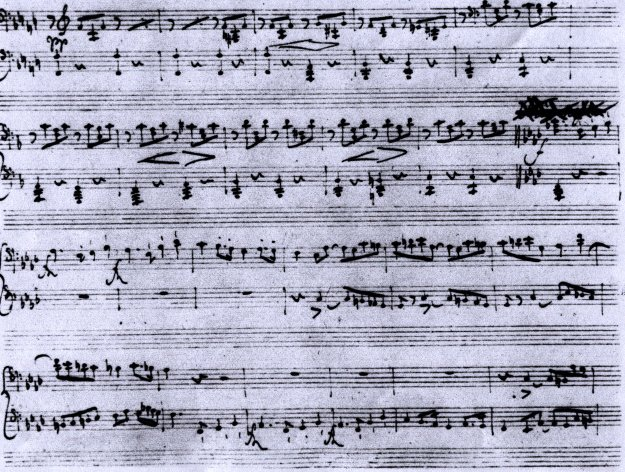
Eine Seite des Schubertschen Originalmanuskripts

Die Fantasie besteht aus vier Sätzen, die thematisch miteinander verbunden sind und ohne Unterbrechung durchgespielt werden. Die Spieldauer beträgt etwa 20 Minuten.
Die Sätze sind:
1. Allegro molto moderato
2. Largo
3. Scherzo. Allegro vivace
4. Finale. Allegro molto moderato

Eine analoge Grundstruktur mit vier miteinander verbundenen Sätzen hat auch Schuberts als Wanderer-Fantasie bekanntes Opus 15 (D. 760) in C-Dur, was stilistisch eine Brücke zwischen der traditionellen Sonatenform und der Form einer freien Tondichtung schlägt. Die Struktur der zwei Fantasien ist sehr ähnlich: Allegro, langsam, scherzo, allegro mit Fuge. wie sie später u. a. Franz Liszt geschrieben hat. Die Form der Schubertschen f-Moll-Fantasie, mit ihrer relativ starren Struktur (strenger, beispielsweise, als die Klavierfantasien von Ludwig van Beethoven oder Wolfgang Amadeus Mozart), beeinflusste die Liszt’schen Kompositionen.

### Erster Satz
Das Stück beginnt mit einer lyrischen Melodie mit punktierten Rhythmen, die an den ungarischen Stil erinnern. Das Thema wird schließlich von f-Moll zu F-Dur umgewandelt, kurz in F-Dur wiederholt und geht anschließend in ein ernstes zweites Thema über, bevor es zur Vorbereitung des zweiten Satzes in fis-Moll umgewandelt wird.

### Zweiter Satz
Der zweite Satz beginnt mit einem energischen, etwas turbulenten Fortissimo-Thema in fis-Moll. Obwohl mit „langsam und breit“ überschrieben (largo), gibt dies häufig zweifach-gepunktete erste Thema dem Satz viel Spannung. Schließlich weicht das erste Thema einem ruhigen und lyrischen zweiten Thema. Das erste Thema wird wiederholt und endet in einer Cis-Dur Dominantenfigur. Schubert hatte kurz zuvor Paganinis 2. Violinkonzert gehört, dessen zweiter Satz seine Themen inspirierte.

### Dritter Satz
Unmittelbar im Anschluss an das bewegte fis-Moll-Thema folgt mit dem scherzo ein heller lebhafter dritter Satz im selben Notenschlüssel. Wie in einem seiner Klaviertrios kehrt das scherzo zuerst scheinbar zu fis-Moll zurück, endet aber dann, mit der Wiederholung, mit einem Übergang von A-Dur zu fis-Moll, um schließlich mit cis-Oktaven zu enden, was zum f-Moll des Finales führt, womit die Anfangstonart wieder hergestellt ist.

### Finale
Das Finale steht in der gleichen Tonart wie der erste Satz, sodass es sich anbietet, den ersten und den vierten Satz zu vereinen. Der Schlusssatz beginnt mit einer Wiederholung des Hauptthemas des ersten Satzes, sowohl in f -Moll als auch in F-Dur, worauf sich eine Fuge über dessen Nebenthema anschließt. Die Fuge steigert sich zu einem Kulminationspunkt, bevor sie abrupt auf einem C-Dur-Dominant-Akkord endet, statt sich entweder nach F-Dur oder f-Moll aufzulösen. Nach einem Takt Stille wird das erste Thema kurz wiederholt, worauf sich rasch Schlussakkorde entwickeln, die das zweite Thema echohaft wieder aufgreifen, bevor die Komposition mit acht ruhigen Endtakten ausklingt. Frisch spricht von der „bemerkenswertesten Kadenz im gesamten Werk Schuberts“, weil er es fertigbringt, die zwei gegensätzlichen Themen der Fantasie in den acht Schlusstakten zu vereinen.

## Rezeption im Film
Die Fantasie ist die Grundlage für die Filmmusik in István Szabós Film Ein Hauch von Sonnenschein aus dem Jahr 1999. Die Filmmusik von Maurice Jarre ist geschrieben für großes Sinfonieorchester. Eines der beiden Themen, die er vielfältig miteinander verknüpft bzw. variiert hat, stammt aus Schuberts Fantasie, das zweite, wie Michael Beckerman vermutet, von Jarre selbst, oder es ist ein Motiv aus einem Volkslied. Es spielt das Rundfunk-Sinfonieorchester Berlin unter der Leitung des Komponisten, die beiden Pianisten sind Márton Terts (* 1979) und Zsolt Czetner. Im Film Der Rausch (2020) des Regisseurs Thomas Vinterberg wird die Fantasie wiederholt gespielt.

## Diskografie
Unzählige Aufnahmen, darunter:
- Alfred Brendel mit Evelyne Crochet  (Vox Box)
- Swjatoslaw Richter mit Benjamin Britten  (Decca Records)
- Evgeny Kissin mit James Levine  (RCA Victor)
- Katia und Marielle Labèque  (KML Recordings)
- Justus Frantz mit  Christoph Eschenbach  (EMI)
- Radu Lupu mit Murray Perahia  (Sony Classical)
- Duo Tal & Groethuysen (Sony Classical)
- Maurizio und Daniele Pollini, Aloys und Alfons Kontarsky, Emil und Elena Gilels, sowie Maria João Pires mit Ricardo Castro (alle jeweils Deutsche Grammophon)
- Jörg Demus und Paul Badura-Skoda (mehrfach, u. a. bei Westminster Records, Auvidis Valois und Audax)
- Vitya Vronsky und Victor Babin  (US Decca)
- Robert und Gaby Casadesus  (Columbia Masterworks)
- Alexandre Tharaud mit Zhu Xiao-Mei  (Harmonia Mundi Fr.)